# Manuel Antônio Pacheco

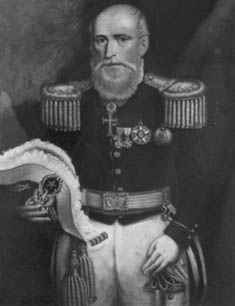
Barão de Sabará, da coleção Museu Histórico Nacional.

Manuel Antônio Pacheco, primeiro e único Barão de Sabará (c. 1763 — Minas Gerais, 14 de fevereiro de 1862) foi um nobre brasileiro, agraciado barão.
Foi agraciado comendador da Imperial Ordem da Rosa e da Imperial Ordem de Cristo e cavaleiro da Imperial Ordem do Cruzeiro.